# Pierre Joseph de Hillerin
Biofizician, promoția 1972, Universitatea din Bucuresti (Facultatea de fizică), București
doctor in educatie fizica si sport- specializarea psihologia sportului, 1999, Academia Nationala de Educatie Fizica si Sport (Facultatea de Educatie Fizica si Sport), București
cercetator stiintific (simplu, gr.III, gr. II, gr. I ), 1972-2014, Institutul National de Cercetare pentru Sport, București cu peste 200 de lucrări
director INCS, 1990-2014, București
din 2001 - profesor universitar; Universitatea din Pitesti (Romania); Specializare pentru disciplinele de biomecanica, biofizica, masurare si evaluare, bazele pregatirii musculare, biofeedback-ul reprezentărilor ideomotrice
2003 – prezent, coordonator doctorat Știința Sportului și Educației Fizice, Universitatea Pitesti
Absolvent al Seminarului "Sport Leadership and Management", organizat sub egida CDDS - Consiliul Europei
Membru al:
Comisiei Tehnice Olimpice din 1990-2020 intermitent
Comitetului Olimpic si Sportiv Roman din 1992-
Comitetul Executiv al COR perioada 1995-2004
Consiliul Stiintei Sportului din Romania-vicepresedinte 1992-2006
Consiliul Stiintei Sportului din Romania-presedinte 2006-2010
International Council of Sport Science and Physical Education, 
director pentru Europa de Est (2000-2004), 
Vicepresedinte fundatia FEST,
Comisiei pentru management, economie, probleme sociale, legislatie, politica si istoria stiintei din cadrul Ministerului Educatiei si Cercetarii
Comisiei de sanctiuni a Agentiei Nationale Anti-Doping-Romania, etc.
Competențe și aptitudini tehnice:
Realizarea si perfectionarea sistemului "ERGOSIM", utilizat in prezent in pregatirea loturilor olimpice si nationale din canotaj, kaiac-canoe, natatie, atletism si am contribuit la experimentarea sa in recuperarea neuro-motorie:
Cercetator, responsabil de tema, coordonator al contractului dintre MCT si CCPS pentru realizarea temelor acceptate de comisii in Programul „Orizont 2000”:
-  Director de proiect RELANSIN (2001-2003) Sistem pentru monitorizarea miscarii tridimensionale in antrenament sportiv si recuperare asistate de calculator SIMON –3D
- program AEROSPAȚIAL (2002-2006) Director de proiecte.
“Sistem pentru trasarea in timp real a traiectoriei sportivilor in jocuri de echipa – Realtrace.”,
“Retea GRID pentru exploatarea datelor din aplicatii spatiale in domeniul evaluarii, antrenarii si cresterii performantei umane – HUP GRID.”
-programul VIASAN (2004-2005)
Responsabil științific al unui partener.
“Centru pilot de recuperare neuromotorie. Aplicatie pentru pacienti cu probleme de nutritie.”
- programul SECURITATE (2005-2006) Director de proiect.
„Studiul invariantilor individuali caracteristici pentru elemente de mișcare si utilizarea lor în recunoașterea persoanei. – IICMUR”
Brevet de inventie nr.108411 cu titlul:"Ergometru simulator"
OSIM prin hot.5/688/29.04.1994,
Biofizician, antrenor de scrima, dezvoltator de tehnici si sisteme de masura a efortului specific in sportul de inalta performanta
Președinte Asociația „Centrul pentru Dezvoltarea Performanței Umane” 2014-prezent
Director - S.C. NEUROMOTRICA - Informație pentru Sport și Performanță Umană SRL 2019- prezent
```
Biografie Pierre Joseph de Hillerin  
[
1
]
```